# UraMin
UraMin est une entreprise canadienne d'exploration minière de l'uranium cotée à la bourse de Toronto à partir de décembre 2006 et rachetée par la multinationale française Areva (devenue Orano) le 15 juin 2007 pour 1,8 milliard d’euros, afin de sécuriser son approvisionnement en uranium.
En 2006, le cours des combustibles nucléaires augmente fortement. Uramin achète au cours de l’hiver des gisements d'uranium en Afrique, mais ceux-ci se révèlent en 2008 inexploitables. Cela participe à mettre en difficulté Areva qui se retrouve à court de combustible pour ses clients, d’autant que le cours de l’uranium chute finalement en 2011 faisant perdre toute sa valeur à Uramin.
L’offre publique d'achat d’Uramin par Areva de 2007 marque le début de l’« affaire UraMin ». Ce scandale politico-financier impliquant des entrepreneurs et responsables politiques français, canadiens et africains est révélé par la presse au début des années 2010. Les services de renseignement, l'Assemblée nationale, la Cour des comptes et la justice française enquêtent sur différents volets du dossier. Peu à peu, les révélations d’espionnage, de corruption, de fraude, et de conflits d’intérêts s'accumulent dans la presse.
Pertes incluses, Uramin a coûté plus de 3 milliards d'euros à Areva. La présidente d'Areva Anne Lauvergeon est limogée en 2011.
| \| Trekkopje Bakouma Ryst Kuil Saraya Kamas Dabala \| Gisements d'uranium détenus par Uramin |
| Trekkopje Bakouma Ryst Kuil Saraya Kamas Dabala                                              |

## Histoire

### 2005: création deUramin Inc.
Le 20 décembre 2004, la société française « Cogema Développement 1 » est créée, elle deviendra la holding Uramin Holding,.
Le 25 février 2005, la société Uramin Inc. est immatriculée dans les Îles Vierges britanniques (paradis fiscal du Royaume-Uni). Uramin est créée par Stephen Dattels et James Mellon (en), propriétaires de gisements d'uranium en Afrique cotés sur les marchés de Londres et Toronto. Stephen Dattels est l'un des fondateurs de la société minière Barrick Gold. Le journal québécois La Presse a retrouvé sa trace dans deux autres opérations boursières qui ont mal tourné. James Mellon, cofondateur d'Uramin, avait déjà été poursuivi par des procureurs financiers en Corée du Sud.
En mai 2005, Stephen Dattels et ses associés ont obtenu les droits de Trekkopje en achetant pour 4,365 millions de dollars la société Gulf Western Trading Namibia à l'homme d'affaires George Christodoulou. Or des milliers d'investisseurs américains, dont les stars Elvis Presley, Johnny Carson et Alice Cooper, estiment avoir été floués dans un projet prétendument frauduleux de Christodoulou en Namibie à la fin des années 1970.
En octobre 2005, Stephen Dattels acquiert 6 000 ha autour du gisement Ryst Kuil en Afrique du Sud pour 1 million de dollars.

### 2006: introduction en bourse et spéculation
Uramin est introduit en bourse sur le marché à hauts risques londonien en avril 2006.
En mai 2006, Uramin acquiert trois nouveaux permis miniers pour 27 millions de dollars à quelques kilomètres au nord de Bakouma en Centrafrique.
En 2006 Olivier Fric, consultant spécialiste des questions énergétiques et mari d'Anne Lauvergeon, transmet le curriculum vitæ du financier belge Daniel Wouters qui est ensuite embauché en avril chez Areva comme responsable du développement et des acquisitions de sa division mines pour servir d’intermédiaire dans le rachat de la société canadienne UraMin. Selon le quotidien Libération, Daniel Wouters serait lié financièrement à Mellon et Dattels, les actionnaires d’Uramin.
Les estimations des gisements d'Uramin ont initialement été réalisées par SRK Consulting, une société d'expertise mandatée par UraMin pour auditer ses réserves.
Le 17 octobre 2006, Uramin propose à la présidente d'Areva, Anne Lauvergeon, d'être racheté pour 471 millions de dollars. Mais Mme Lauvergeon ne répond pas immédiatement à cette offre. Mme Lauvergeon reçoit fin octobre une lettre du président du conseil d’administration d’UraMin Samuel Jonah (en) qui met fin aux discussions, et lui propose de le recontacter début 2007.
En 22 octobre 2006, au Canada, la mine de Cigar Lake (deuxième plus grande mine d'uranium au monde, détenue à hauteur de 37 % par Areva) est inondée pour la deuxième fois consécutive, pour les mêmes raisons qui avaient bloqué pendant six mois en avril 2003 celle de la mine d'uranium McArthur : le mur de glace protecteur artificiel,, ne suffit pas à bloquer l’humidité arrivant des nappes souterraines. Les cours de l’uranium s’enflamment.
En décembre 2006, huit mois après l’introduction sur la bourse de Londres, Uramin est introduite sur la bourse de Toronto.

### 2007: rachat d'UraMin
Après l’introduction en bourse de décembre 2006, une forte spéculation a lieu sur le titre Uramin durant le printemps 2007. Pour cause, les deux propriétaires multiplient les promesses et déclarations. En quelques mois, le cours de l’action triple.

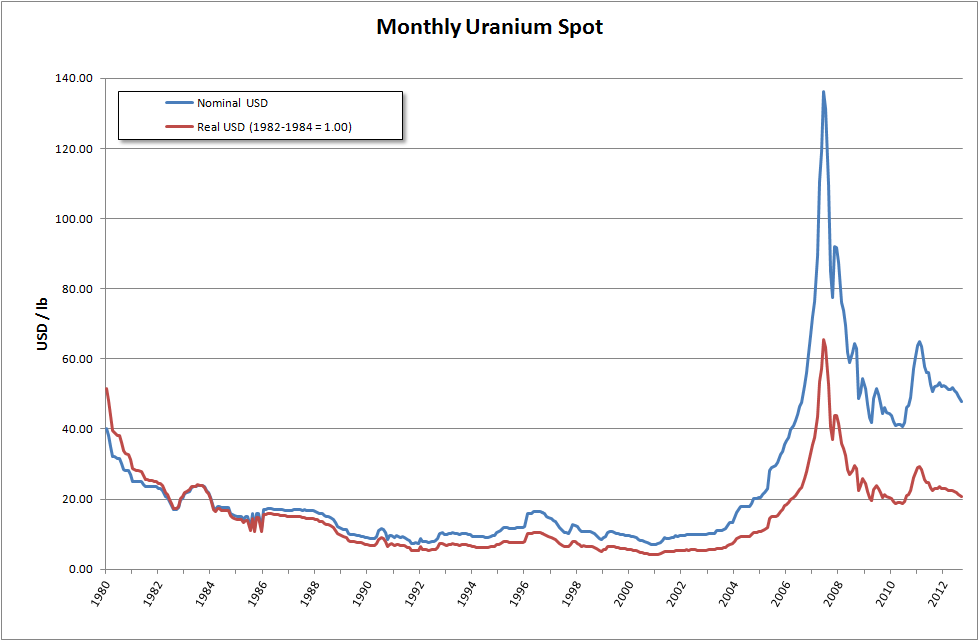
Prix spot de l'uranium entre 1980 et 2012

En 2007, le prix spot de l'uranium connaissait alors un record historique (135 dollars la livre) en raison d'une « pénurie d’uranium qui pourrait frapper les centrales nucléaires à un horizon de trente à quarante années », mais il passa rapidement en dessous de 100 dollars après l'acquisition d'UraMin pendant l'été 2007, puis en dessous de 50 dollars à la suite de l'accident nucléaire de Fukushima en mars 2011.
UraMin, qui était en 2007 une jeune start-up canadienne, n'avait encore jamais  exploité d'uranium. Ses actifs étaient constitués de projets dont plusieurs avaient été mis en évidence par des entités françaises (CEA, Cogema, etc.) qui ont été peu à peu regroupées dans Areva.
Les propriétés d'UraMin sont localisés dans 5 pays d'Afrique :
- en Namibie (mine d'uranium de Trekkopje, principal gisement d'UraMin, dont le contenu en uranium est initialement évalué à  90 000 tonnes, puis révisé à la baisse à  45 000 tonnes, puis à 26 000 tonnes[21]) ;
- en Centrafrique (gisement d'uranium de Bakouma) ; le gisement de Bakouma avait été initialement découvert en 1947 par le commissariat à l'Énergie atomique (CEA), lorsque la Centrafrique était une colonie française au sein de la fédération de l'Afrique-Équatoriale française[22] ;
- en Afrique du Sud : projet Ryst Kuil situé à 30 km au sud-est de Beaufort West[23].
- au Sénégal (Saraya), à 80 km au nord-ouest de Faléa (Mali)
- au Niger (Kamas à 75 km au nord d'Arlit, et Dabala à 40 km au nord-est de Maradi).

Ces projets avaient été abandonnés par leurs inventeurs car ils considéraient que leur mise en exploitation ne pouvait être rentable. URAMIN a donc pu mettre ces actifs dans son portefeuille à un coût très faible. La société est pourtant acquise durant l'été 2007 à un prix très élevé par le groupe Areva.
En mars 2007, Areva annonce dans un premier temps le rachat de 5,5 % du capital d'Uramin, ce qui fait bondir le titre en bourse, avant d'en acheter la totalité trois mois plus tard pour 2,5 milliards de dollars,.
Le 2 mai 2007, entre les deux tours de l’élection présidentielle de 2007, les responsables d’Areva ont passé un accord à Londres avec les vendeurs de la société Uramin pour fixer le calendrier de l’OPA. La décision est prise sous l'autorité d'Anne Lauvergeon, avec a priori l'accord de l'Agence des participations de l’État (APE, qui détient 87 % du capital d'Areva) et alors que Luc Oursel (futur président d'Areva) était déjà présent (depuis mars 2007) dans le directoire (d'Areva) où il est entré en janvier 2007. Le 15 juin, Areva annonce que l'achat est réalisé pour 2,5 milliards de dollars (soit 1,8 milliard d'euros).
Areva s'était vu interdire le rachat du géant australien Olympic Dam et n'avait pas pu acquérir Summit Resources, mais cette opération a lieu. Elle se fait dans une relative urgence, Areva arguant qu’« UraMin a fixé au 31 mai 2007 la date limite d’une opération d’achat de ses titres » ; le 15 juin 2007, « Areva annonce une offre publique d’achat sur Uramin sur la base d’un prix de 7,7 dollars américains par action, soit une prime attractive hors dividende de 21 % sur le cours moyen pondéré vingt jours au 8 juin 2007. Le communiqué d’Areva indique que le conseil d’administration d’UraMin a jugé que l’offre « était dans le meilleur intérêt de [ses] actionnaires » ». Le prix payé par Areva est alors environ dix fois supérieur au cours de l'action d'UraMin six mois plus tôt.
Le 2 janvier 2008, Sébastien de Montessus devient le président de la société par actions simplifiée Uramin Holding, localisée rue La Fayette (Paris), ainsi que le directeur des activités minières du groupe Areva (Business Unit Mines).

### 2008: premières difficultés d'Areva
En 2008, l'électricien chinois China Guangdong Nuclear Power Company (CGNPC), partenaire d’Areva, devait racheter 49 % d’UraMin, mais ce rachat n’a jamais eu lieu. Pourtant, la CGNPC aurait posé comme condition à l’achat des réacteurs EPR (centrale nucléaire de Taishan) un accès direct à l’approvisionnement en uranium.
Jusqu'en mars 2008, aucun salarié d'Areva n'est autorisé à se rendre sur les sites d'Uramin en Centrafrique, qui conteste l'acquisition de la filiale locale de la société Uramin, Uramin CAR. La Centrafrique demande alors 250 millions d'euros à Areva pour accéder au gisement. C'est pourquoi en avril 2008, l'entrepreneur belge George Forrest et Patrick Balkany, député-maire (UMP) de Levallois-Perret (Hauts-de-Seine), ont servi d'intermédiaires lors de l'achat par Areva des mines d'uranium centrafricaines d'UraMin,. Le 1er août 2008, Anne Lauvergeon signe un avenant au contrat de concession minière de Bakouma qui engage l’entreprise à verser quarante millions de dollars à l’État centrafricain.

### 2009: enquête des services secrets français
Selon l'expert en géopolitique Vincent Crouzet, la Direction centrale du Renseignement intérieur a enquêté sur le dossier Uramin dès 2009, en interrogeant l'homme d’affaires pakistanais Saïfee Durbar, auquel le président centrafricain, François Bozizé, aurait demandé d'enquêter sur l'affaire Uramin.
Le 28 octobre 2009, Vincent Crouzet rencontre Saïfee Durbar à son domicile à Londres (Ilchester Place, à proximité de Holland Park) et s'entretient longuement avec lui au sujet de l'affaire Uramin.

### 2010: lancement d'un audit de l’État
En février 2010, l'amiral Thierry d'Arbonneau, directeur de la sûreté chez Areva, recrute Marc Eichinger, un expert en intelligence économique au sein de la société de conseil Assistance Petroleum International Capital (APIC), pour une enquête sur l'opération publique d'achat Uramin. Le rapport de l'enquête est délivré le 10 avril 2010 dans le bureau du directeur de la sûreté d'Areva, et conclut que l'opération est « très douteuse et potentiellement frauduleuse ».
En avril 2010, l’État actionnaire s'alarme et mandate René Ricol (expert-comptable) pour présider le comité d'audit au conseil de surveillance d'Areva et éclaircir des comptes jugés peu transparents notamment concernant l'acquisition récente d'UraMin. Il a « fait passer 426 millions d'euros de provisions en 2010 sur les quantités d'uranium d'UraMin et fait inscrire un paragraphe dans l'annexe des comptes annuels évoquant des tests chimiques qui ne seraient pas très bons ».
Le 16 avril 2010, Anne Lauvergeon inaugure avec Hage Geingob, Ministre du Commerce et de l’Industrie de la République de Namibie, la première usine de dessalement d’eau de mer de Namibie, située à proximité du site de Trekkopje. Destinée à alimenter en eau la future mine d'Areva, la construction de cette usine coûte 250 millions de dollars.

### 2011: audit parlementaire français et gel des projets en Afrique
Le 2 février 2011, Sébastien de Montessus rencontre le détective suisse Mario Brero à l'hôtel Kempinski de Genève pour lui confier une mission d'enquête sur le rachat d'Uramin, et en particulier sur Anne Lauvergeon et son mari Olivier Fric.
Le 23 avril 2011, Paris Match révèle que « les gisements africains de la filiale UraMin n’ont toujours pas produit le moindre gramme d’uranium ».
Le 21 juin 2011, l'Assemblée nationale lance un audit financier d’EDF et d’Areva : elle doit notamment étudier les conditions du rachat d'Uramin. Le parlementaire Marc Goua s'est étonné qu'Areva n'ait pas détecté la surévaluation des ressources annoncées par UraMin. Il s'étonne que « d'abord très prudente sur le dossier, l'Agence des participations de l'État considérait en juillet 2007 qu'il s'agissait d'une belle victoire », mais quelques mois plus tard, ce sont des provisions de 2,36 milliards qu'Areva doit faire dans son budget pour solder ses dettes. L'audit n'a pas trouvé de trace de prise illégale d’intérêts, mais sur la base des noms des actionnaires d'UraMin (confidentiels), il a estimé possible qu'il s'agisse de sociétés de fiducie opérant dans le paradis fiscal où était basée UraMin.
Fin octobre 2011, Sébastien de Montessus, alors responsable des mines d'Areva, se rend à Bangui pour informer le président de Centrafrique François Bozizé du gel du projet de la mine d'uranium de Bakouma.
Le 13 décembre 2011, Areva annonce qu'elle suspend ses investissements dans les projets d'exploitation de l'uranium à Ryst Kuil en Afrique du Sud et de la mine d'uranium de Trekkopje en Namibie. Après avoir investi 1 milliard d'euros dans les infrastructures de la mine de Trekkopje - dont une usine de dessalement de l'eau de mer, Areva annonce la fermeture de cette mine par manque de rentabilité économique. Le conseil de surveillance d'Areva annonce aussi avoir lancé une enquête interne sur le rachat d’UraMin « afin d'examiner les conditions d'acquisition et d'exploitation d'UraMin et d'en tirer des enseignements pour le groupe » ; l'enquête sera conduite par trois membres  « indépendants » de ce conseil, visant une conclusion pour début 2012.
Fin 2011, le rachat d'Uramin par Areva fait l'objet de polémiques, avant de se révéler être une source de pertes financières élevées. Une nouvelle dépréciation de 80 % de la valeur de la société minière a eu lieu, parce que le gisement s’avèrerait moins riche en uranium qu'annoncé, et en raison d'une baisse des cours de l'uranium notamment après l'accident nucléaire de Fukushima.
Parallèlement, Luc Oursel, tout juste nommé président du directoire d'Areva en juin 2011, mandate l'avocat Jean Reinhart pour réaliser un rapport sur le fiasco d'UraMin.

#### Guerres secrètes et espions suisses
En décembre 2011, plusieurs médias français révèlent qu'Anne Lauvergeon aurait déposé une plainte pour « complicité et recel de violation de secret professionnel ».
Sébastien de Montessus, patron de la division mine du groupe et plusieurs cadres dirigeants d'Areva auraient commandé une enquête sur les circonstances entourant la transaction Uramin, et notamment sur le rôle trouble joué par l'époux d'Anne Lauvergeon, Olivier Fric. L'enquête a abouti à un rapport de 15 pages baptisé « Pomerol 4 » qui a été déposé « par une main anonyme » chez Anne Lauvergeon qui en découvre alors l'existence.
Anne Lauvergeon dépose plainte à Paris contre la société d’investigation suisse, son directeur Mario Brero et contre Sébastien de Montessus. Elle s’estime victime d’un complot destiné à la déstabiliser et selon elle, il s’agit d’une machination orchestrée par une poignée de cadres – au premier rang desquels le directeur des mines d’Areva, Sébastien de Montessus – pour l’évincer.
Selon les informations sur le rapport « Pomerol 4 » publiées dans la presse, dans les numéros de téléphone composés par Olivier Fric, « on y trouve notamment celui d’un banquier travaillant pour Liechtenstein Global Trust (LGT) et ceux d’autres banques, Clariden Leu et Crédit suisse. Pas de quoi étayer les soupçons d’enrichissement illicite grâce à l’achat d’Uramin, mais assez pour « laisser supposer que Monsieur Fric détiendrait des actifs cachés illégalement en Suisse » ».

### 2012: révélations sur l'Afrique du Sud et scandale d'espionnage

#### Areva et la corruption du régime sud-africain
Le principal actionnaire d’Uramin – il en détient 26 % -  est Samuel Esson Jonas. Cet homme d’affaires ghanéen, fait chevalier par la reine d’Angleterre, siège à de nombreux conseils d'administration dont celui de Vodafone où il rencontre Anne Lauvergeon.
Dans un article très documenté, le Mail On Guardian, référence de la presse sud-africaine, détaille que le clan du président Sud-Africain Thabo Mbeki avait été largement alimenté par la vente d'Uramin. Le Président d'Afrique du Sud à l'époque de la vente d'Uramin, faisait miroiter en effet à Areva un énorme contrat de construction de centrale nucléaire de plus 100 milliards d'euros. Détail étonnant, Anne Lauvergeon de Areva et le Ghanéen Sam Jonah de Uramin ont siégé ensemble au International Invesment Council, le conseil chargé par Thabo Mbeki pour aiguiller la politique économique de l'Afrique du Sud.
Areva se battait alors farouchement contre Toshiba-Westinghouse pour vendre 2 réacteurs nucléaires à Pretoria (3 500 MW) tandis que des réacteurs supplémentaires, allant jusqu'à 20 000 MW, étaient évoqués.
Selon un témoin anonyme de Uramin cité par le journal sud-africain :

« Le deal était qu'Areva achète Uramin et gagne en retour l'appel  d'offres. Areva payait trop cher Uramin - qui valait la moitié. Mais le  groupe français allait décrocher des contrats pour des réacteurs et une  usine d'enrichissement, pour une valeur dix fois supérieure. »

#### Évacuation du site de Bakouma
Fin juin 2012, l'Armée de résistance du seigneur mène une attaque contre le site d’Areva à Bakouma en Centrafrique. Le 21 septembre 2012, le site de Bakouma est définitivement évacué par Areva et 150 travailleurs sont licenciés.

### 2013: revente du gisement sud-africain
En décembre 2013, Areva cède les droits miniers qu’elle détenait à Ryst Kuil à la compagnie australienne Peninsula Energy Ltd pour cinq millions de dollars.

### 2014: nouvelles révélations
Le 4 avril 2014, l'écrivain Vincent Crouzet publie un roman à clef intitulé Radioactif, dans lequel il raconte une histoire similaire à l'achat d'Uramin par Areva et pendant laquelle des rétrocommissions ont été obtenues par la société imaginaire Murena (Areva).
Le 10 avril 2014, les journalistes Gérard Davet et Fabrice Lhomme publient un article dans le quotidien Le Monde révélant que le parquet financier a ouvert une enquête sur le rachat suspect d'UraMin par Anne Lauvergeon.
En mai 2014, un pré-rapport de la Cour des comptes, consacré à la gestion d'Areva sous la direction d'Anne Lauvergeon, souligne « la concentration du pouvoir réel dans les mains de la présidente du directoire ».
Le 16 mai 2014, Mario Brero et Sébastien de Montessus sont convoqués devant la 17e Chambre du Tribunal Correctionnel pour s'expliquer,.
Au terme d'une journée d'audience théâtrale, Sébastien de Montessus est intégralement relaxé tandis que Mario Brero est dispensé de toute peine.
Le 3 juin 2014, dans le cadre d'une enquête sur le rachat d'Uramin, des policiers réalisent une dizaine de perquisitions chez Areva et chez son ancienne présidente Anne Lauvergeon. Vincent Crouzet est lui aussi entendu pendant sept heures par la brigade financière de Paris, en qualité de témoin. Il a « la ferme conviction que cette affaire a été montée pour distribuer des sommes d’argent considérables à des hautes personnalités tant africaines que françaises ». Selon lui, Uramin a permis de « rémunérer des commissions liées au développement du programmes EPR dans le monde, et plus particulièrement en Afrique du Sud ».
Le 2 novembre 2014, la république de Centrafrique saisit le parquet national financier d'une demande d'information judiciaire visant Patrick Balkany, soupçonné d'avoir été l’un des bénéficiaires du versement de commissions occultes dans l'affaire Uramin.
En décembre 2014, le journal Mediapart révèle qu'avant l'achat de Uramin, plusieurs salariés d'Areva ont tenté en vain d'alerter les services de l'État.

### 2015: enquête pour corruption contre Patrick Balkany
Fin 2014, la Centrafrique porte plainte au parquet national financier. Patrick Balkany apparaît selon la plainte dans de supposées malversations commises lors du rachat d'Uramin en 2007. En 2015 le parquet financier de Paris ouvre une enquête pour corruption d’agent public étranger contre Patrick Balkany.
Le député-maire UMP de Levallois est soupçonné d’avoir servi d’intermédiaire pour régler un conflit entre Areva et le précédent gouvernement centrafricain.
D’après Saifee Durbar, un homme d'affaires pakistanais conseiller du président centrafricain François Bozizé, Balkany était aux côtés de George Forrest dès 2007 pour représenter les intérêts d’Areva en Centrafrique. Patrick Balkany aurait touché 8 millions de dollars, versés sur un compte à Singapour, ce qu'il nie.
La justice française, s'appuyant sur le pré-rapport de la Cour des comptes de 2014, annonce le 28 mai 2015 l’ouverture de deux informations judiciaires contre X. La première, qui concerne les conditions et les circonstances de l’achat d’Uramin, est ouverte pour « escroquerie, abus de biens sociaux, corruption d’agent public étranger ». La seconde est ouverte pour « diffusion de fausses informations aux marchés, présentation de comptes inexacts, abus de pouvoir, faux et usage de faux ».

### 2016: nouvelles révélations de corruption
Le 16 février 2016, le Sud-africain Tokyo Sexwale est accusé d’avoir perçu environ 200 millions de dollars de pots-de-vin en marge du rachat de la société minière Uramin par Areva en 2007, pour ouvrir le marché sud-africain à la construction de plusieurs réacteurs EPR.
Le 30 mars 2016, Olivier Fric est mis en examen pour « délit d’initié » et « blanchiment d'argent » dans l'affaire Uramin. L'affaire avait été révélée en août 2015 par les journalistes Hervé Gattegno et Philippe Vasset du magazine Vanity Fair, dont la principale  source est Mario Bréro, le  dirigeant du cabinet d'investigation suisse Alp Services, spécialiste de l'affaire Uramin.
En mai 2016, Anne Lauvergeon est mise en examen dans le cadre de l'enquête sur l’acquisition d’UraMin pour « présentation et publication de comptes inexacts et diffusion de fausses informations ». Elle est placée sous le statut de témoin assisté.
Le 4 mai 2016, Vincent Crouzet révèle que l'homme d'affaires Stephen Dattels qui a vendu UraMin à Areva est l'un des plus gros donateurs de la fondation Clinton de la candidate à l'élection présidentielle américaine Hillary Clinton.
Le 12 octobre, l'agence Reuters révèle, de source judiciaire, que « l'ancien directeur financier d'Areva, Alain-Pierre Raynaud, a été mis en examen dans l'enquête sur la valorisation de la société minière Uramin.» Les chefs d'accusation portent sur « la présentation et publication de comptes inexacts et diffusion de fausses informations.»
Fin 2016, la justice américaine demande au FBI d'enquêter sur le rachat de la société Uramin par Areva.

### 2017 - 2018: procédures judiciaires
L’affaire Uramin est au cœur de deux informations judiciaires : un volet comptable, un volet escroquerie.

#### Comptes inexacts
Dans un volet comptable, une mise en examen porte sur Anne Lauvergeon, présidente du groupe Areva (devenu Orano) de 2001 à 2011, et sur deux autres anciens responsables. Ils sont soupçonnés par le parquet national financier d’avoir caché en comptabilité la perte de valeur de la société Uramin après son rachat par Areva en 2007. En effet, le bilan financier 2010 d'Areva présente seulement 426 millions d'euros de provisions sur les actifs d'Uramin alors que quelques mois plus tard, fin juin 2011 après le départ d'Anne Lauvergeon, 1,456 milliard d'euros ont finalement été provisionnés. Cette enquête fait suite à celle de 2016.
En janvier 2017, les juges d'instruction  convoquent Pascal Colin, commissaire aux comptes d’Areva chez Deloitte. Il a été placé sous le statut de témoin assisté. Puis c'est  l’ancien président du comité d’audit d’Areva, René Ricol, qui est convoqué par les juges Renaud Van Ruymbeke, Claire Thépaut et Charlotte Bilger. Le 28 novembre, le siège social d'Areva, à la Défense, est perquisitionné dans le cadre de cette affaire.
Le 5 mai 2017, le parquet national financier demande la mise en examen d’Anne Lauvergeon, de Gérald Arbola, d’Alain-Pierre Raynaud, de Thierry Noircler (ancien directeur de l’audit), de Sébastien de Montessus et de Nicolas Nouveau (ancien directeur financier d’Areva) pour entrave à la mission des commissaires aux comptes. De plus, le parquet demande également la mise en examen pour complicité de présentation de comptes annuels inexacts et de diffusion d'informations trompeuses de Sébastien de Montessus et de Nicolas Nouveau. Devant le refus des juges d’instruction de procéder à ces nouvelles mises en examen, le parquet sollicite la cour d'appel de Paris qui légitime cette demande en octobre 2018.

#### Volet escroquerie
Une enquête est ouverte pour vérifier des soupçons de détournement de fonds. L’enquête porte notamment sur deux contrats de 2009 et 2010 représentant une dépense de 6,9 millions de dollars en faveur du groupe minier namibien United Africa Group (UAG) et sur des versements mensuels de 10 000 dollars en 2008 et 2009 à Hage Geingob, alors ministre namibien du commerce et de l’industrie.
Par ailleurs, Olivier Fric, le mari d’Anne Lauvergeon, est mis en examen pour délit d'initié dans le cadre du rachat d’Uramin.
Enfin, Sébastien de Montessus est aussi suspecté de corruption. Il aurait été rémunéré 750 000 euros pour avoir servi d’intermédiaire dans la vente d’un yacht.

## Chronologie
- Avril 2006 : introduction en bourse d'Uramin sur le marché à hauts risques[8] de la bourse de Londres.
- Avril 2006 : le Belge Daniel Wouters est nommé responsable du développement et des acquisitions de mines d'Areva[10].
- Mai 2006 : Uramin acquiert trois nouveaux permis miniers pour 27 millions de dollars en Centrafrique[6].
- 17 octobre 2006 : Anne Lauvergeon ne répond pas à la proposition d'Uramin d'être acheté pour 471 millions de dollars.
- 17 octobre 2006 : échec de l'ouverture la deuxième plus grande mine d'uranium au monde détenue à 37 % par Areva. La congélation du sol n'a pas réussi empêcher l'inondation. Flambée des cours de l'uranium[17].
- Décembre 2006 : Uramin est introduite sur la bourse de Toronto[8].
- Mars 2007 :  Luc Oursel, embauché en janvier 2007, entre au directoire d'Areva.
- Mars 2007 : Areva ahète 5,5 % du capital d'Uramin
- 2 mai 2007 : Areva signe à Londres avec Uramin un protocole pour fixer le calendrier de l’offre publique d'achat (OPA).
- 15 juin 2007 : Areva annonce que l'achat est réalisé pour 2,5 milliards de dollars, le prix a quintuplé en six mois.
- 1er août 2008 : Areva accepte de verser 40 millions de dollars au Centrafrique pour sécuriser la concession minière de Bakouma[33].
- 2008 : l'électricien chinois CGNPC qui avait exigé 49 % d’Uramin pour acheter les réacteurs de la centrale de Taishan[19] pour sécuriser leur approvisionnement en uranium malgré la flambée des cours, n'exerce plus son option.
- Février 2010 : Thierry d'Arbonneau, directeur de la sûreté d'Areva, recrute Marc Eichinger, pour une enquête secrète sur l'OPA d’Uramin.
- 10 avril 2010 : le rapport d'enquête conclut que l'opération est « très douteuse et potentiellement frauduleuse »[6].
- Mars 2011 : accident nucléaire de Fukushima, le prix de l’uranium passe sous les 50 dollars la livre contre 135 en 2007.
- 16 juin 2011 : l’Élysée désigne Luc Oursel pour succéder à Anne Lauvergeon à la tête d'Areva[76]. Le conseil de surveillance d’Areva valide cette décision cinq jours plus tard[77].
- 11 octobre 2011 : rapport de Gilles Carrez à l'assemblée nationale.
- 7 février 2012 : Le Parisien révèle qu'en avril 2008, George Forrest et Patrick Balkany ont servi d'intermédiaires pour l'achat par Areva des mines d'uranium centrafricaines.
- Mars 2016 : Olivier Fric mis en examen pour délit d'initié et blanchiment.

### Documentaires audiovisuels
- Uramin / Areva : fiasco industriel ou une vaste escroquerie ? - Enquête de Jacques Monin du 24 octobre 2014 sur France Inter
- Le scandale UraMin - Émissions Rendez-vous avec X des 10 et 17 janvier 2015 sur France Inter
- Areva & Uramin La bombe à retardement du nucléaire français -  Webdocumentaire réalisé par ARTE Info et diffusée en mai 2015.
- Uramin : le scandale caché d’AREVA - émission Affaires sensibles du mardi 9 février 2016 sur France Inter

### Ouvrages
- UraMin, a Team Enriched: How to Build a Junior Uranium Mining Company (anglais), de Iestyn Adams et Andre Morrall, paru le 1er juin 2008.
- Areva en Afrique : Une face cachée du nucléaire français, de Raphaël Granvaud, Agone, paru le 15 février 2012  (ISBN 978-274-890156-6).
- Radioactif, de Vincent Crouzet, Belfond, avril 2014 (ISBN 978-271-445651-9).
- Anne Lauvergeon, le pouvoir à tout prix, de Jean-Louis Perez, Le Seuil, 2014  (ISBN 978-202-118250-7).
- Une affaire atomique, de Vincent Crouzet, éditions Robert Laffont, janvier 2017 (ISBN 978-222-119773-8).
- L’homme qui en savait beaucoup trop - Révélations d'un agent au cœur des secrets d’État, Marc Eichinger, Massot éditions, 2020 (ISBN 978-238-035260-3).